# 高階積善
高階 積善（たかしな の もりよし/せきぜん）は、平安時代中期の貴族・漢詩人。式部大輔・高階成忠の八男。官位は従四位下・民部大輔。

## 経歴
一家は漢学の家系で、父・成忠のほか、姉妹・貴子（高内侍）や、貴子所生の藤原伊周も文才を以て聞こえた。
紀伝道を学び、伊予掾・宮内少丞・弾正少弼・左少弁・民部大輔などの官を歴任し、三条朝の寛弘9年（1012年）正五位下に叙せられ、長和3年（1014年）従四位下に至る。中関白家の外戚であったことから、長徳2年（996年）の長徳の変による伊周・隆家兄弟の失脚後は官途に恵まれず、不遇のうちに没した。長和4年（1015年）の敦良親王読書始に名がみえないことから、この頃没したと思われる。

## 人物
式部卿宮・敦康親王の大叔父でもあり、親王邸で開かれた詩宴の作に「外家夙夜の遺老」と自称して、卑官でありながら外戚を気取っているのを世人が嘲笑したという。
寛弘7年（1010年）頃に自身の作を含む当代のすぐれた漢詩を集めた『本朝麗藻』を編纂。一条朝の代表的な詩人の一人で、内裏（一条天皇）や左府（藤原道長）主催の作文会にしばしば招かれ、『本朝文粋』『類聚句題抄』などに併せて十数首の漢詩を残している。

## 官歴
注記のないものは『弁官補任』による。
- 時期不詳：伊予掾[2]
- 長徳3年（997年） 日付不詳：宮内丞[2]
- 時期不詳：従五位上。弾正少弼
- 寛弘8年（1011年） 2月1日：見左少弁
- 寛弘9年（1012年） 11月21日：正五位下（大嘗会策）
- 長和3年（1014年） 正月7日：従四位下（弁）、去弁